# Barnmorskan i East End
Barnmorskan i East End (engelska: Call the Midwife) är en BBC-producerad dramaserie från 2012. Serien skapades av Heidi Thomas baserat på sjuksköterskan och barnmorskan Jennifer Worths memoarer med samma namn. Worth arbetade för Community of St. John the Divine, en anglikansk orden, vid dess kloster i East End i London under 1950-talet. Seriens första säsong utspelar sig under 1957. År 2016 meddelade BBC att serien hade kontrakt på nio säsonger med tillhörande julavsnitt. Den nionde säsongen sändes år 2020 och handlingen utspelar sig där i mitten av 1960-talet. BBC meddelade den 13 april 2021 att man kommer att fortsätta sända serien till 2024 (som säsong 12 och 13).

## Handling
Serien följer en nyutexaminerad barnmorska, Jenny Lee, och arbetet för barnmorskorna och nunnorna i Nonnatus House, som kämpar med såväl medicinska problem som sociala utmaningar i Poplar, ett fattigt område i East London i slutet av 1950-talet. I stort sett varje avsnitt är centrerat runt en eller ett flertal kvinnor och deras graviditeter och förlossningar, med ett fåtal historier som sträcker sig över flera avsnitt och säsonger. 

## Rollista i urval
- Jessica Raine – Jenny Lee (säsong 1–3)
- Jenny Agutter – Syster Julienne
- Pam Ferris – Syster Evangelina (säsong 1–5)
- Judy Parfitt – Syster Monica Joan
- Helen George – Beatrix "Trixie" Franklin
- Bryony Hannah – Cynthia Miller, senare syster Mary Cynthia (säsong 1–6)
- Miranda Hart – "Chummy" Browne (Camilla Fortescue-Cholmondeley-Browne), senare "Chummy" Noakes (säsong 1–4)
- Laura Main – Syster Bernadette, senare Shelagh Turner
- Stephen McGann – Doktor Patrick Turner
- Cliff Parisi – Fred Buckle
- Ben Caplan – PC Peter Noakes (säsong 1–6)
- Max Macmillan – Timothy Turner
- George Rainsford – Jimmy Wilson (säsong 1–2)
- Cheryl Campbell – Lady Browne (säsong 1, 3)
- Dorothy Atkinson – Jane Sutton (säsong 2)
- Leo Staar – Alec Jesmond (säsong 2–3)
- Emerald Fennell – Patience "Patsy" Mount (säsong 2–6)
- Victoria Yeates – Syster Winifred (säsong 3–)
- Jack Ashton – Pastor Tom Hereward (säsong 3–)
- Charlotte Ritchie – Barbara Gilbert, senare Hereward (säsong 4–7)
- Linda Bassett – Phyllis Crane (säsong 4–)
- Annabelle Apsion – Violet Gee, senare Buckle (säsong 4–)
- Kate Lamb – Delia Busby (säsong 4–6)
- Jennifer Kirby – Valerie Dyer (säsong 6–9)
- Leonie Elliott – Lucille Anderson (säsong 7–)
- Miriam Margolyes – Syster Mildred (säsong 8–)
- Fenella Woolgar – Syster Hilda (säsong 8–)
- Ella Bruccoleri – Syster Frances (säsong 8–)
- Georgie Glen – Miss Higgins (säsong 8–)
- Vanessa Redgrave – berättare, Jenny Lee som gammal

## Produktion
När Pippa Harris, seriens exekutiva producent, läste böckerna Barnmorskan från East End var hennes första tanke att de vore perfekt att göra till en TV-serie då berättelserna var så dramatiska, karaktärerna så underbara, och att det berörde liv-och-dödfrågor i varje kapitel. Dessutom hade barnmorskor inte visats upp på detta sätt i TV tidigare.
Heidi Thomas, exekutiv producent och manusförfattare, fick i uppgift att bearbeta texten till TV-manus då Harris ansåg att hon hade förmågan att förena komedi och tragik i varje scen. Harris arbetade väldigt nära med Worth med bearbetningen av böckerna till TV-manus. Terri Coates, vars artikel i British Midwifery Journal 1998 inspirerat Worth att skriva sina memoarer, var med som medicinsk konsult.
Enligt Harris insåg Worth tidigt att hennes böcker inte skulle räcka långt som TV-serie och ska ha varit glad att den värld hon skapat skulle få fortsätta och få eget liv. Böckerna täcker ungefär en och en halv säsong av TV-serien, efter det började Thomas göra egna efterforskningar både genom intervjuer och tryckta källor för att fylla ut resterande avsnitt och följande säsonger.
Worth var väldigt involverad i arbetet för TV-serien. Bland annat blev hon väldigt exalterad när de hittade Miranda Hart (som spelar Chummy i serien) då hon påstod att hon såg precis ut som den väninna som inspirerat den karaktären. Worth dog i juni 2011, just innan de skulle börja spela in säsong 1.
I senare säsonger, när serien går in på 1960-talet, har det varit viktigt för Thomas att visa på hur East End ändrades och alla de mediciniska framsteg som gjordes, exempelvis ökad invandring och blandäktenskap, poliovaccinering och introduktionen av p-pillret. Hon säger också att hon velat ta upp neurosedynskandalen och dess inverkan inte bara på de drabbade barnen och föräldrarna, utan även på vårdpersonalen sedan säsong 2 men insåg att det var tvunget att vänta till säsong 5.
Under produktionen av serien har mer än 90 nyfödda barn (mellan 4 dagar och 2 veckor gamla) varit med för göra serien så verklighetstrogen som möjligt. Thomas erkänner att hon försöker lägga schemat så att hon blir tvungen att hålla i alla barn som är med, någon gång under dagen. För många scener används dock dockor och fiktiva navelsträngar. Serien får återkommande kommentarer om hur äkta allt ser ut.
Den första säsongen med sex avsnitt hade premiär i Storbritannien den 15 januari 2012. I december 2012 visades en julspecial i Storbritannien.

## Internationell distribution
I Sverige visades serien av SVT under försommaren 2012 med premiär den 3 juni 2012 klockan 21.00 i SVT1 och SVT Play. . Serien är producerad av Neal Street Productions, ett produktionsbolag grundat och ägt av filmregissören och producenten Sam Mendes och exekutiva producenterna Pippa Harris och Caro Newling. 
Barnmorskan i East End fick mycket höga betyg på sin första säsong, vilket gjorde den till den mest framgångsrika nya dramaserien på BBC One sedan 2001. En andra säsong med åtta avsnitt hade premiär 20 januari 2013 på BBC One. En julspecial och en tredje säsong förväntades sändas i december 2013 samt tidigt 2014.
Andra säsongen började sändas i SVT den 19 maj 2013 och den tredje säsongen den 25 maj 2015. Den 22 juni 2016 hade den fjärde säsongen premiär och sändes till och med den 17 augusti. Den 18 december 2016 sändes en julspecial. Under våren 2016 började TV8 sända serien i repris från säsong ett till och med säsong tre. Den femte säsongen började sändas på SVT den 14 maj 2017 och sändes till och med den 9 juli. Den sjätte säsongen hade premiär på SVT den 10 juni 2018.
I maj 2012 meddelade BBC Worldwide och American Public Broadcasting Service PBS PBS att den första säsongen av Call the Midwife skulle ha premiär i USA den 30 september 2012. BBC Worldwide har också sålt serien till SVT; NRK (Norge); RÚV (Island); Yle (Finland); AXN White (Spanien); ERT (Grekland); ABC i Australien och TVNZ på Nya Zeeland, där premiären sågs av 35 % av TV-tittarna – 20 % över genomsnittet. I juli 2012 meddelade BBC Worldwide att man har sålt den globala "video on demand"-rättigheten av serien till Netflix. 
Andra säsongen av Call the Midwife har såldes till PBS för sändning från den 31 mars 2013 vilket inkluderade även julspecialen för visning den 30 december 2012.